# Aruna Asaf Ali
Aruna Asaf Ali nata Ganguly (Kalka, Punjab, India, 16 luglio 1909 – New Delhi, India, 29 luglio 1996) è stata un'educatrice, editrice, attivista politica indiana.
Una partecipante attiva nel movimento indipendentista indiano, è ampiamente ricordata per aver issato la bandiera nazionale indiana al Gowalia Tank maidan, Bombay durante il movimento Quit India nel 1942. Dopo l'indipendenza, è rimasta attiva in politica, diventando la prima sindaca di Delhi.

## Primi anni di vita
Aruna Asaf Ali è nata il 16 luglio 1909 a Kalka, Punjab, India britannica (oggi Haryana, India) in una famiglia di bramini bengalesi. Suo padre Upendranath Ganguly, proveniva dal distretto di Barisal del Bengala orientale (ora Bangladesh), ma si stabilì nella Provincia Unita. Era proprietario di un ristorante. Sua madre Ambalika Devi era la figlia di Trailokyanath Sanyal, un rinomato leader brahmino che scrisse molti inni. Il fratello minore del padre, Dhirendranath Ganguly è stato uno dei primi a crearsi una carriera da regista. Un altro fratello, Nagendranath, era un professore universitario che sposò l'unica figlia sopravvissuta del premio Nobel Rabindranath Tagore, Mira Devi. La sorella di Aruna, invece, Purnima Banerjee, fu un membro dell'Assemblea costituente dell'India.
Aruna ha studiato al Sacred Heart Convent di Lahore e poi all'All Saints' College di Nainital. Dopo la laurea, lavorò come insegnante presso la Gokhale Memorial School di Calcutta. Incontrò Asaf Ali, un leader del partito del Congresso, ad Allahabad. Si sposarono nel 1928, nonostante l'opposizione dei genitori per motivi di religione ed età (lui era musulmano e lei più anziana di oltre 20 anni).
(Great Women of Modern India: Aruna Asaf Ali)

## Ruolo di Aruna Asaf Ali nella lotta per la libertà

### Movimento indipendentista indiano
Aruna Asaf Ali ebbe un ruolo importante nel Movimento per l'indipendenza indiana. Divenne membro del Congresso Nazionale Indiano dopo aver sposato Asaf Ali e partecipò a processioni pubbliche durante il Salt Satyagraha. Fu arrestata all'età di 21 anni con l'accusa di essere una vagabonda e non venne rilasciata neanche nel 1931, anno della stipula del patto Gandhi-Irwin che prevedeva il rilascio di tutti i prigionieri politici. Altre donne co-prigioniere si rifiutarono di lasciare le celle a meno che anche lei non fosse stata rilasciata e cedettero solo dopo l'intervento del Mahatma Gandhi. Fu un'agitazione pubblica ad assicurare il suo rilascio.
Nel 1932 fu tenuta prigioniera nel carcere di Tihar dove protestò contro il trattamento indifferente dei prigionieri politici lanciando uno sciopero della fame. I suoi sforzi portarono ad un miglioramento delle condizioni nel carcere ma lei fu trasferita ad Ambala e fu sottoposta a isolamento. Non fu molto attiva politicamente dopo il suo rilascio, ma alla fine del 1942 prese parte al movimento clandestino.

### Il movimento Quit India
L'8 agosto 1942, l'All India Congress Committee approvò la risoluzione Quit India alla sessione di Bombay. Il governo rispose arrestando i principali leader e tutti i membri del Comitato di lavoro del Congresso e cercò di impedire il successo del movimento. La giovane Aruna Asaf Ali presiedé la sessione del 9 agosto e issò la bandiera del Congresso al Gowalia Tank Maidan. Questo segnò ufficialmente l'inizio del movimento. La polizia sparò contro l'assemblea durante la sessione. Aruna fu soprannominata l'eroina del movimento del 1942 per il suo coraggio di fronte al pericolo ed è stata chiamata Grand Old Lady of the Independence movement nei suoi ultimi anni. Nonostante l'assenza di una leadership diretta, proteste spontanee e manifestazioni si svolsero in tutto il Paese, come espressione del desiderio della gioventù indiana di raggiungere l'indipendenza.
Fu emesso un mandato d'arresto a suo nome; visse clandestinamente per eludere l'arresto e iniziò un movimento clandestino nel 1942. La sua proprietà fu sequestrata e venduta. Nel frattempo, insieme a Ram Manohar Lohia, diresse Inquilab, rivista mensile del Partito del Congresso. In un numero del 1944, esortò i giovani all'azione chiedendo loro di dimenticare futili discussioni sulla violenza e la nonviolenza e di unirsi alla rivoluzione. Leader come Jayaprakash Narayan e Aruna Asaf Ali sono stati descritti come "i figli politici di Gandhi ma studenti recenti di Karl Marx ". Il governo annunciò inoltre una ricompensa di 5000 rupie per la sua cattura.
Si ammalò e per un periodo si nascose nell'ospedale del dottor Joshi a Karol Bagh a Delhi. Durante questo periodo Mahatma Gandhi le inviò una nota scritta a mano nella quale le consigliava di uscire dal nascondiglio e arrendersi visto che la sua missione era stata compiuta e che avrebbe potuto utilizzare l'importo della ricompensa per la causa Harijan. Tuttavia, lei uscì allo scoperto solo dopo che il mandato contro di lei fu ritirato nel 1946. Tuttavia, affrontò anche le critiche di Gandhi per il suo sostegno all'ammutinamento della Royal Indian Navy.

### Post-indipendenza, sindaco e carriera nell'editoria
Fu un membro del Congress Socialist Party, un gruppo che faceva parte del Congresso Nazionale Indiano in cui c'erano attivisti con tendenze socialiste. Delusa dai progressi del partito sui temi a lei cari, si unì ad un nuovo partito, il Partito Socialista nel 1948. Tuttavia dopo poco, lasciò il partito insieme a Edatata Narayanan e visitarono Mosca insieme a Rajani Palme Dutt. Entrambi si unirono al Partito Comunista dell'India all'inizio degli anni '50. Sul fronte personale, fu in lutto quando Asaf Ali morì nel 1953.
Nel 1954, contribuì a formare la Federazione nazionale delle donne indiane, l'ala femminile del CPI, ma lasciò il partito nel 1956 in seguito al rinnegamento di Stalin da parte di Nikita Khrushchev. Nel 1958 fu eletta prima sindaca di Delhi. Fu strettamente associata ad attivisti della sua epoca come Krishna Menon, Vimla Kapoor, Guru Radha Kishan, Premsagar Gupta, Rajani Palme Joti, Sarla Sharma e Subhadra Joshi che lottarono per il benessere sociale e lo sviluppo di Delhi. Ha anche gestito una casa editrice e diretto giornali e riviste di sinistra.
Morì a Nuova Delhi il 29 luglio 1996, all'età di 87 anni.

## Eredità
Aruna Asaf Ali ha ricevuto il Premio internazionale Lenin per la pace del 1964 e il Premio Jawaharlal Nehru per la comprensione internazionale nel 1991. Ha ricevuto la seconda più alta onorificenza civile indiana, il Padma Vibhushan nel 1992, e infine la più alta onorificenza civile, il Bharat Ratna, postumo nel 1997. Inoltre nel 1998 è stato emesso un francobollo che la commemora.